# Frauen- und Familienpolitik der DDR
In der Frauen- und Familienpolitik der DDR bildete eine auf Frauen ausgerichtete Vereinbarkeit von Familie und Beruf einen Schwerpunkt, und für die Frauen in der DDR war die eigene Berufstätigkeit der Normalfall. Gründe für die Frauenarbeit  waren zum einen wirtschaftlich und zum anderen sozial begründet. Für den Wiederaufbau der Städte und der Wirtschaft waren die Frauen für die DDR der Anfangsjahre unentbehrlich, da viele Männer im Krieg gestorben waren. Die Emanzipation und Gleichstellung der Frau wurde ideologisch stark gefördert. Darin unterschied sich die DDR deutlich von der alten Bundesrepublik. Die Frau wurde nicht nur als Arbeitskraft verstanden, sondern erhielt auch erheblich mehr Rechte gegenüber Männern als in Westdeutschland. So wurde dem Mann in der Bundesrepublik Deutschland bis in die 1970er Jahre in Erziehungsfragen das alleinige Entscheidungsrecht in der Familie gesetzlich zugesprochen, und die Frau hatte das Recht auf Berufstätigkeit nur, wenn sie ihre häuslichen Pflichten nicht vernachlässigte. Erst 1976 wurde dort ein neues Ehe- und Familiengesetz verabschiedet; es trat zum 1. Juli 1977 in Kraft und änderte dies.
In der DDR wurde mit dem Gesetz über die Rechte der Frau bereits 1950 ein emanzipatorischer Weg beschritten, wobei die Aktivitäten engagierter Frauenpersönlichkeiten vor allem aus dem DFD eine maßgebliche Rolle spielten.
1947 wurde der Demokratische Frauenbund Deutschlands gegründet. Dessen Gründerinnen und mehrere hunderttausend Mitgliedsfrauen hatten bereits ab 1945 bis zu deren Auflösung 1947 in den überparteilichen, antifaschistischen „Frauenausschüssen“ in Berlin und der SBZ am Wiederaufbau des wirtschaftlichen, sozialen und kulturellen Lebens mitgewirkt und sich explizit für Fraueninteressen eingesetzt, darunter Emmy Damerius-Koenen, Anne-Marie Durand-Wever, Paula Hertwig, Katharina Kern, Maria Rentmeister, und Elli Schmidt.
Sie und weitere Führungspersönlichkeiten ‚der ersten Stunde‘ können aufgrund neuerschlossener Quellen als „Wegbereiterinnen der Gleichberechtigung“ in der DDR verstanden werden.
Der DFD entsandte auch Delegierte in die Volkskammer der DDR.
Der Demokratische Frauenbund Westdeutschlands (DFW) organisierte 1950 einen Friedenskongress in München, auf dem 1000 Frauen die Ächtung der Atomwaffen wie die Begrenzung sämtlicher Waffen forderten. Der DFW war friedenspolitisch sehr aktiv; er wurde in Westdeutschland bald als „Marionette der DDR“ rezipiert. Seine Arbeit wurde vom Verfassungsschutz beobachtet, mit Versammlungsverboten und anderen juristischen Maßnahmen behindert und 1957 komplett verboten.
Um Beruf und Kindererziehung leichter/besser vereinbar zu machen, wurde das Kinderkrippen- und Kindergartennetz massiv ausgebaut. Während des Schwangerschaftsurlaubs wurde das volle Gehalt weitergezahlt und der berufliche Wiedereinstieg der Frau abgesichert. So gelang es der SED, bis 1989 rund 92 % der Frauen in den Arbeitsprozess einzugliedern. Die Frauen in der DDR standen vor der Notwendigkeit, die beiden Lebensbereiche Beruf und Familie miteinander in Einklang zu bringen. Die sogenannte „Gleichstellungspolitik“ der DDR hatte Einfluss auf diese einzelnen Lebensbereiche der ostdeutschen Frauen. Sie waren einerseits stolz auf ihre nicht nur häuslich erreichten Leistungen.
Andererseits waren sie durch die Doppelbelastung auch stark gefordert und teilweise überfordert bzw. überlastet. Die „zweite Schicht“, die Betreuung der Kinder und die Arbeiten im Haushalt, nahm durchschnittlich 50 Stunden pro Woche in Anspruch und dauerte damit länger als die „erste Schicht“, die Berufsarbeit. Dies ergab eine Befragung des Leipziger Institutes für Bedarfsforschung im Jahre 1965. Ende der 1970er Jahre dauerte die „zweite Schicht“ noch 47 Stunden.
Die Gleichstellung der Frau wurde nicht in allen Berufsfeldern erreicht. So blieben Führungspositionen in Wirtschaft und Politik in der Regel Männern vorbehalten. Im Politbüro der SED war in den gesamten 40 Jahren keine einzige Frau vertreten. Unter den entscheidungsbefugten Funktionären in den Bezirksleitungen der SED waren 1984 4 % Frauen.
Werte wie Recht auf ein umfassendes Netz an Kindergärten und -Krippen, vollbezahlten Schwangerschaftsurlaub, Recht auf Gleichstellung in Beruf und Bezahlung usw. waren bereits in der Verfassung der Sowjetunion fest verankert. Interessanterweise widersprach diese Frauenpolitik den Ansichten Marx’ (1818–1883), der die Werktätigkeit von Frauen als kapitalistischen Ausbeutungsprozess gesehen hatte.

## Die Emanzipationstheorie der SED
Die Verwirklichung der Gleichberechtigung von Mann und Frau wurde bereits in der ersten Verfassung der DDR verankert. Somit sichert die Verfassung der DDR von 1949 die rechtliche und politische Gleichberechtigung der Frau auf allen Gebieten des öffentlichen und privaten Lebens. Dies zeigt deutlich, dass die Emanzipation der Frau für die SED eine große Rolle spielte. Das Ziel der Sozialistischen Einheitspartei Deutschlands war die „Förderung der Entwicklung der Persönlichkeiten im sozialistischen Sinne“, sodass die Persönlichkeiten sozialistisch geprägt wurden. Außerdem sollte laut SED die Gleichwertigkeit zwischen Mann und Frau angestrebt werden, denn es sollte jedem Partner gelingen, Familie und Beruf vereinbaren zu können und sich zusätzlich noch gesellschaftlich, wie für den Sozialismus, zu engagieren. Um diese Vereinbarkeit von Familie und Beruf beiden Partnern zu ermöglichen, wurde eine bestmögliche Arbeitsteilung zwischen Mann und Frau angestrebt. Die klare Distanzierung von der Frauenrolle als Hausfrau und Mutter diente vor allem in den Anfangsjahren auch als Abgrenzung vom Hitlerfaschismus und der Bundesrepublik, die das traditionelle Frauenbild zu einem Großteil übernahm.

## Gleichstellung von Mann und Frau
Die Gleichstellung der Frau und deren Eingliederung in den Erwerbssektor gehörte seit der Gründung der DDR im Jahr 1949 zu den offiziellen Zielen der Gesellschaftspolitik. Diese Emanzipation war weltanschaulich, volkswirtschaftlich und bevölkerungspolitisch begründet. Weltanschaulich resultierte die Gleichstellungspolitik der DDR aus den Idealen der Arbeiterbewegung, für die seit Ende des 19. Jahrhunderts die Lösung der „Frauenfrage“ zum politischen Programm der „Befreiung der Arbeiterklasse von der kapitalistischen Herrschaft“ gehörte. Auch die wirtschaftliche Lage der DDR machte die Berufstätigkeit der Frauen notwendig, um den gesellschaftlichen „Aderlass“ durch den Krieg und die Flucht- und Abwanderungsbewegung von 1945 bis zum Bau der Berliner Mauer 1961 auszugleichen und eine Produktionssteigerung zu gewährleisten.
In den ersten Jahren der DDR wurde vor allem die rechtliche Gleichstellung von Mann und Frau und die Integration von Frauen in den Erwerbssektor betrieben. In Anknüpfung an die marxistische Tradition und die Praxis der Sowjetunion wurde Arbeit als zentrales gesellschaftliches Element, als menschliches Grundbedürfnis, individuelles Recht und als ein „Herzstück sozialistischer Lebensweise“ (Lenin) betrachtet. Entsprechend sei auch die Gleichstellung der Geschlechter, ausschließlich durch deren Berufstätigkeit zu erreichen, da Frauen auf diesem Wege soziale und wirtschaftliche Unabhängigkeit erlangen, gesellschaftlich integriert und somit dem Mann ebenbürtig wären. Vorhandene Geschlechterunterschiede wurden als Erbe des Kapitalismus betrachtet, die sich gleichsam mit der Abschaffung des Privateigentums an Produktionsmitteln und deren Übernahme durch die „herrschende Arbeiterklasse“ im Sozialismus von selbst auflösen würden.
Insbesondere die Schriften der proletarischen Frauen- und Arbeiterbewegung von Clara Zetkin (1857–1933) und August Bebel (1840–1913) wurden im Zusammenhang mit der Frauenbefreiung und -emanzipation häufig von Politikern der DDR herangezogen. Was die Arbeitsteilung der beiden Geschlechter innerhalb der Familie betrifft, ging Zetkin davon aus, dass die Erwerbsbeteiligung der Frau automatisch auch zu einer Veränderung der geschlechtlichen Arbeitsteilung führen würde, so dass die Frau durch ihre Erwerbstätigkeit von der Herrschaft und Ausbeutung des Mannes in Familie und Haushalt befreit werden würde.
Die Hauptthesen zur Frauenbefreiung, welche die theoretische Grundlage der DDR-Frauenpolitik bestimmt haben, waren insofern:
- Die Frauenfrage ist der Klassenfrage untergeordnet und löst sich mit ihr selbsttätig auf.

Denn:
- Die Erwerbstätigkeit der Frau führt gleichzeitig und zwangsläufig auch zu einer Veränderung des Geschlechterverhältnisses im Privatbereich und in der Familie.

Und
- mit der Einbindung der Frauen in den Erwerbssektor stellt sich Gleichheit zwischen Männern und Frauen auch im öffentlichen Bereich her.

In der Praxis waren die führenden Positionen in Staat und Partei männlich dominiert. Der Demokratische Frauenbund Deutschlands (DFD) war die regierungstreue Massenorganisation für Frauen in der DDR. Der DFD, am 8. März 1947 gegründet, warb und mobilisierte die Frauen zur Berufstätigkeit, allerdings hatte diese Organisation keinen Einfluss auf die arbeitstechnische Problemstellung der Frau. Zivilgesellschaftliche und damit staatsferne Frauenorganisationen wurden nicht geduldet.

## Berufstätigkeit von Frauen
Um Frauen zur Berufstätigkeit zu motivieren, gab es Anreize sowie moralischen und ökonomischen Druck. Zu den Anreizen zählte die Öffnung fast aller Berufszweige für Frauen, die gesetzliche Festschreibung der gleichen Bezahlung der Geschlechter für gleiche Arbeit, Frauenqualifizierungsmaßnahmen, die Schaffung von Kinderkrippen-, Kindergarten- und Hortplätzen, die Einrichtung von Dienstleistungszentren sowie eine Reihe von anderen sozialen Vergünstigungen für Mütter. Der ökonomische Druck beruhte auf der Tatsache, dass auf Grund der Gehaltsstruktur der DDR eine Familie in der Regel darauf angewiesen war, dass beide Partner berufstätig waren, um einen ausreichenden wirtschaftlichen Lebensstandard erreichen zu können, während der moralische Druck in der staatlichen Propagierung durch Leitbilder und der gesetzlichen Festschreibung der „Pflicht zur Arbeit“ begründet lag. Frauen, die sich vor allem ihren Kindern und ihrer Familie widmen wollten, wurden als „Schmarotzerinnen“ bezeichnet. Das Leitbild, das den moralischen Druck ausmachte, war die berufstätige Frau, die sowohl die Arbeit als auch die Familie perfekt in Einklang bringen konnte. Zu den Leitbildern der DDR zählten außerdem die Männer. Für die Frauen galt es demnach das zu erreichen, was der Mann bereits geschafft hatte, wodurch die Frau sich nicht selbst verwirklichen konnte.
Frauen hatten, ebenso wie Männer, nicht nur das Recht, sondern auch die Pflicht arbeiten zu gehen, so heißt es im Artikel 24, Absatz 2 der Verfassung der DDR vom 9. April 1968: „Gesellschaftlich nützliche Tätigkeit ist eine ehrenvolle Pflicht für jeden arbeitsfähigen Bürger. Das Recht auf Arbeit und die Pflicht zur Arbeit bilden eine Einheit.“
Das Ideal im DDR-Sozialismus war eine lebenslange Berufstätigkeit – bei Männern bis zum 65. und Frauen bis zum 60. Lebensjahr –, die von Frauen lediglich durch Inanspruchnahme des einjährigen Erziehungsurlaubs („Babyjahr“) unterbrochen werden konnte. Eine längere Unterbrechung der Berufstätigkeit durch Mutterschaft und Kindererziehung, bzw. die lebenslange ausschließliche Hausfrauentätigkeit wurde abgelehnt, da Gleichberechtigung allein über die Berufstätigkeit der Frau zu erlangen sei, längere Berufspausen die Chancengleichheit beeinträchtigen und Frauen zwingen würden minderqualifizierte Tätigkeiten auszuüben. So galt Hausarbeit als „Nicht-Arbeit“ und wurde von der SED nicht akzeptiert. Lediglich bei sogenanntem Kinderreichtum wurde ein längeres berufliches Pausieren ausdrücklich toleriert, da die Betreuung von mindestens 3 minderjährigen Kindern zu Hause einer beruflichen Tätigkeit gleichgestellt und als gesellschaftlich nützliche Tätigkeit gefördert wurde. Doch war auch in anderen Fällen Hausfrauenschaft weder verboten noch besonders selten, allerdings nicht so angesehen wie die Berufstätigkeit.
Das diesem Urteil zugrundeliegende gesellschaftliche Bewusstsein wurde durch die entsprechende staatliche Propaganda verstärkt, u. a. durch das DDR-Standardwerk in Frauenfragen: „Die Frau in der Deutschen Demokratischen Republik“ (Autorenkollektiv Panorama DDR 1978), in dem vermittelt wurde, dass die Berufstätigkeit der Frauen nicht allein deren Emanzipation bewirke, sondern auch ihren persönlichen und gesellschaftlichen Wert steigere:
„Es zeigt sich …, daß der aus der beruflichen Tätigkeit herrührende reichere Schatz an Wissen und Erfahrung, aber auch die mit ihr einhergehende ökonomische Unabhängigkeit, die Stellung der Frau in der Familie festigen. In der Regel sind berufstätige Frauen geistig anspruchsvollere Ehepartnerinnen und fähigere Erzieherinnen ihrer Kinder. So bestätigt das Leben vieltausendfach die Erkenntnis, daß die Persönlichkeit der Frau, die in ihr schlummernden Fähigkeiten und schöpferischen Talente nur dann zur vollen Blüte gelangen können, wenn sie nicht nur auf Haushalt und Familie orientiert und allein den Belangen des Mannes und der Kinder untergeordnet bleiben. Erst die schöpferische, gesellschaftlich nützliche Arbeit in einer von Ausbeutung freien Gesellschaft, die damit einhergehende soziale und ökonomische Unabhängigkeit, die Verbindung einer sinnvollen beruflichen Tätigkeit mit der Mutterschaft geben der Frau die Möglichkeit, ‚dem Mann als wahrhaft Freie und Gleiche’ gegenüberzutreten, zur ‚Herrin ihrer Geschicke’ zu werden, wie August Bebel es vorausgesehen hat.“
(Autorenkollektiv Panorama DDR 1978, S. 61)
Bei dieser stark idealisierten Darstellung der „Gleichstellung der Geschlechter“ durch die beiderseitige Berufstätigkeit wird jedoch unterschlagen, dass der Frau wegen der Doppelbelastung als Arbeitnehmerin und Mutter höhere Anstrengungen abverlangt wurden, als den ihr vermeintlich gleichgestellten Männern. So leisteten dem Leipziger Institutes für Bedarfsforschung zufolge im Jahre 1965 die Frauen 90 % der Haushaltsarbeit. Konflikte in diesem Zusammenhang wurden gesellschaftlich nicht thematisiert und an einem bürgerlichen Familienideal mit der entsprechenden geschlechtsspezifischen Rollenverteilung wurde festgehalten.
Auf Grund der staatlichen Bemühungen und der ökonomischen Zwänge stieg der Anteil der erwerbstätigen Frauen kontinuierlich und erreichte 1986 ca. 80 % (Frauen im arbeitsfähigen Alter zwischen 15 und 60 Jahren; ohne Lehrlinge). Zu diesem Zeitpunkt waren knapp die Hälfte aller Beschäftigten in der DDR Frauen.
Frauenerwerbstätigkeit in der DDR
| Jahr | Beschäftigte insgesamt | davon Frauen | Frauenanteil in % |
| ---- | ---------------------- | ------------ | ----------------- |
| 1950 | 7 196 000              | 2 880 000    | 40,0              |
| 1960 | 7 686 000              | 3 456 000    | 45,0              |
| 1970 | 7 769 000              | 3 750 000    | 48,3              |
| 1980 | 8 225 000              | 4 106 000    | 49,9              |
| 1986 | 8 548 000              | 4 200 000    | 49,1              |

Quelle: Statistisches Jahrbuch der DDR 1987, S. 17
Trotz der staatlichen Proklamationen bezüglich der erreichten „Gleichstellung der Geschlechter“ und der Förderungs- und Qualifizierungsmaßnahmen für Frauen und Mütter blieb der Arbeitsmarkt der DDR geschlechtsspezifisch segmentiert. So waren Frauen insbesondere im Sozialwesen, Gesundheits- und Bildungsbereich, Dienstleistungsbereich, im Handel und im Post-, Bank- und Fernmeldewesen vertreten, während sie in der Industrie, im Handwerk, im Bau- und Verkehrswesen deutlich unterrepräsentiert waren. In der Industrie waren Frauen insbesondere in der Textil- und Elektroindustrie anzutreffen, wobei sie gemessen an ihrem hohen Anteil, nur wenige Leitungsfunktionen innehatten und häufiger in minderqualifizierten Positionen, mit ungünstigeren Arbeitsbedingungen und schlechterer Entlohnung tätig waren, als ihre männlichen Kollegen. So arbeiteten Frauen in der Produktion oft am Fließband mit erschwerten Kommunikationsmöglichkeiten und hohem Arbeitsdruck. Es ist zusätzlich anzumerken, dass bei gleicher Arbeit auch kein gleicher Lohn gezahlt wurde.

## Auf Frauen ausgerichtete Vereinbarkeit von Beruf und Familie
Die DDR ermöglichte durch staatliche Kinderbetreuung, familienbezogene Arbeitsfreistellungen und weitere Maßnahmen eine Vereinbarkeit von Beruf und Familie, die aber fast ausschließlich auf Frauen ausgerichtet war. Die Vereinbarkeit galt für Frauen in der DDR, entsprechend dem propagierten Frauen- und Familienleitbild, als Selbstverständlichkeit. Die Alternativen als „Nur-Hausfrau“ oder kinderloser Single zu leben, existierten praktisch nicht und widersprachen der gesellschaftlichen Norm. Die staatliche Arbeitsplatzgarantie führte üblicherweise schon in der Zulassung zu einer Lehre oder einem Studium zu einer Anstellung auf Lebenszeit. So gab es in der DDR seltener ausgedehnte Phasen des jugendlichen Experimentierens wie etwa in der Bundesrepublik. Die Sozialisation der Kinder und Jugendlichen folgte oft einem engen vorgegebenen Muster, das durch gesetzliche Vorgaben bestimmt war: Schulpflicht, Ausbildungspflicht, Arbeitspflicht. Soziale und finanzielle Vergünstigungen erhielten bevorzugt Personen mit Kindern. So war in den Zeiten des Wohnungsmangels die einzige Möglichkeit das Elternhaus zu verlassen und eine eigene Wohnung zu erhalten, häufig die eigene Elternschaft. Entsprechend bekamen 1986 70 % der Frauen in der DDR bereits vor dem 25. Lebensjahr ihr erstes Kind. Wenn die Ehe bzw. Partnerschaft zerbrach, mussten die einstigen Paare infolge des Wohnungsmangels häufig gezwungenermaßen weiterhin zusammenleben.
Zu den staatlichen Vereinbarkeitsmaßnahmen in der DDR zählte zunächst einmal der Ausbau von Dienstleistungseinrichtungen, um Frauen neben deren Erwerbstätigkeit von hauswirtschaftlichen Aufgaben zu entlasten. So sollte beispielsweise die Kindererziehung kollektiviert und in die Gesellschaft verlagert werden, um die Berufstätigkeit der Frau zu gewährleisten. Es war erklärtes sozialistisches Ziel, Frauen vom „Joch der Hausarbeit“ zu befreien und möglichst viele der reproduktiven Aufgaben institutionell erledigen zu lassen, um somit Frauen für den Arbeitsmarkt freizustellen und dennoch die gesellschaftliche Reproduktion zu sichern. Auf Grund der Mangelwirtschaft der DDR, fehlenden Kapazitäten und einem nicht zuletzt durch die geringe Produktivität veranlassten Arbeitskräftedefizit, war man in der Realität jedoch weit von diesem Ideal entfernt und Institutionen wie Wäschereibetriebe oder die sogenannten „Häuser der Dienste“ spielten nur eine untergeordnete Rolle. Haushaltsgeräte, die die Arbeit hätten erleichtern können und in Westdeutschland in den 1970er Jahren erschwinglich wurden, wurden als „Spielerei“ bezeichnet, die nicht in einen „sozialistischen Haushalt“ gehören.

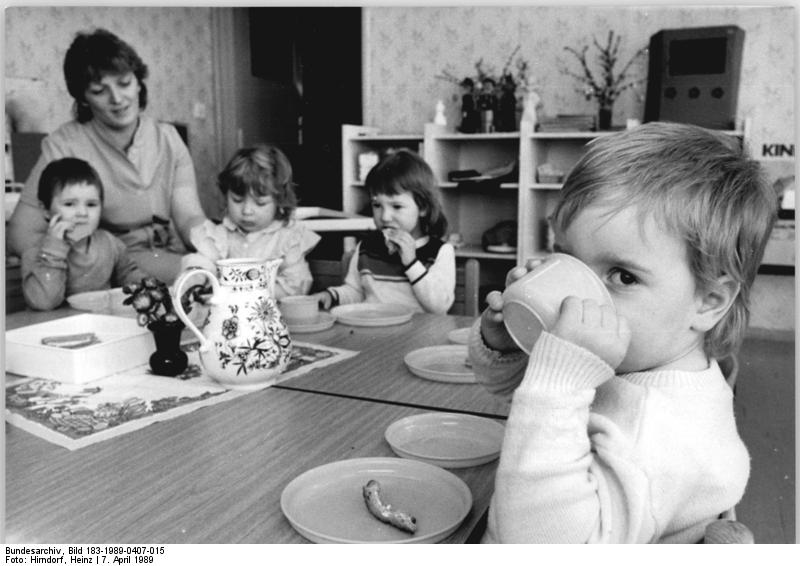
Krippenkinder beim Essen

Des Weiteren wurden von staatlicher Seite vermehrt Kinderbetreuungseinrichtungen ausgebaut. Der Ausbau von Kinderkrippen, Kindergärten und Schulhorten wurde in der DDR wohl auch deshalb stark forciert, um damit den Einfluss des Staates bzw. der SED auf die Sozialisation der Kinder zu verstärken. Kritiker halten die frühe Trennung des Kleinkindes von der Mutter durch die Kinderkrippen für problematisch.
Da Frauen in der DDR nach der Geburt und der beruflichen Pause des „Babyjahres“ möglichst schnell wieder vollberufstätig sein sollten, musste der Staat ausreichend Kinderbetreuungseinrichtungen schaffen und Mütter motivieren, bereits die frühkindliche Betreuung und Erziehung an diese Institutionen abzugeben. Im Rahmen des sozialistischen Familienleitbilds bildete die Familie keinen separaten Rückzugsort aus der Gesellschaft, sondern vielmehr ein öffentliches Grundkollektiv neben anderen kollektiven Gemeinschaftsformen, deren erklärtes gemeinsames Ziel die Erziehung des Kindes zu einer „sozialistischen Persönlichkeit“ war.
Vorbehalte gegenüber Krippen, Kindergärten und Schulhorten wurden daher in den DDR-Medien – trotz vorliegender empirischer Daten etwa über Sprach- und Verhaltensstörungen von Kindern in Wochenkrippen – entweder verschleiert oder geschönt dargestellt, um nicht den Eindruck zu erwecken, die Entwicklung der Kinder sei dem Arbeitsmarkt untergeordnet. Laut Befragungen nach der Wende seien keineswegs alle Frauen mit den Betreuungseinrichtungen zufrieden gewesen und hätten auch von Vernachlässigung der Kinder erzählt. In den Interviews berichten Frauen über ihre Zerrissenheit und die Schwierigkeiten auf Grund der Arbeitszeiten, Wegzeiten, schlechten Versorgung und mangelnden Dienstleistungen, auch noch den Bedürfnissen der Kinder gerecht zu werden. Andererseits leisten nach heutigen deutschen und amerikanischen Forschungen Betreuungseinrichtungen für Kinder einen unbestreitbaren Betrag an deren Sozialisation, insbesondere für Kinder aus Kleinfamilien.
Da Familien wirtschaftlich in der Regel auf das zweite Einkommen der Frauen angewiesen waren und staatliche Kinderbetreuungseinrichtungen zur Norm deklariert wurden, verlagerten sich wie in kaum einem anderen Land der Welt die familiären Sozialisationsaufgaben in gesellschaftliche Institutionen. Zuletzt betrug die Versorgungsquote öffentlicher Kleinkindbetreuung im Landesdurchschnitt 80 %, in den Großstädten bestand eine fast 100-prozentige Versorgung mit Krippen. Kindergartenplätze gab es für 94 % und Hortplätze für 82 % der Kinder. Im Vergleich boten die alten Bundesländer im Jahr 1990 Krippenplätze für 2 %, Kindergartenversorgung zu 78 %, Hortplätze für 4 % der Schulkinder.
Die Betreuungseinrichtungen wurden im Wesentlichen von Seiten des Staates finanziert, lediglich ein geringes, am Gehalt der Eltern bemessenes Verpflegungsgeld, musste gezahlt werden (1,40 M für Krippenkinder, 0,35 M für ein Kindergarten-Mittagessen). Die festgeschriebenen Öffnungszeiten der Kinderbetreuungseinrichtungen lagen bei 6:00 Uhr bis 19:00 Uhr, daneben existierten sogenannte Wochenkrippen, in denen die Kinder von Montagmorgen bis Freitagabend betreut wurden. Viele Kinder befanden sich 10 und mehr Stunden in Krippen, Kindergärten oder Schule und Hort. Zeiten von 6:00 Uhr morgens bis 16:30 Uhr waren keine Seltenheit.

## Förderung von Studenten mit Kindern
In der DDR gab es eine umfassende staatliche Förderung für Studenten mit Kindern. Diese umfasste finanzielle Unterstützung, wie Grundstipendien und Sozialzuschläge, sowie Vergünstigungen bei Wohnheimplätzen, Kinderbetreuung und Verpflegung. Zusätzlich gab es eine Kindergeldregelung, die auch Studenten zugutekam. Für Studentinnen mit Kindern konnten zudem Fristen für Prüfungen verlängert werden.
Die Förderung von Studenten mit Kindern in der DDR war Teil eines umfassenden Systems sozialer Unterstützung, das darauf abzielte, Bildung für alle Bevölkerungsschichten zugänglich zu machen und die Vereinbarkeit von Familie und Studium zu erleichtern.
Konkret umfasste die Förderung folgende Aspekte:
Finanzielle Unterstützung: Studenten mit Kindern erhielten neben dem Grundstipendium einen Sozialzuschlag, der die zusätzlichen Kosten für die Versorgung der Kinder decken sollte.
Vergünstigungen: Es gab bevorzugte Vergabe von Wohnheimplätzen, vergünstigte oder kostenlose Kindergartenplätze und verbilligte Verpflegung in Studentenwohnheimen und Mensen. Kindergeld: Das Kindergeld, das in der DDR für alle Familien gezahlt wurde, kam auch Studenten mit Kindern zugute und trug zur finanziellen Entlastung bei. Flexiblere Prüfungsordnungen: Studentinnen mit Kindern konnten längere Fristen für die Ablegung von Prüfungen in Anspruch nehmen, was ihnen ermöglichte, Studium und Kindererziehung besser miteinander zu vereinbaren.

## Zeitliche Entwicklung der DDR-Frauen- und Familienpolitik und ihrer Gesetzgebung
Um die ökonomische Leistungsfähigkeit der DDR zu sichern, richtete sich im Rahmen der formal-juristischen Gleichstellung von Frauen, das Hauptaugenmerk der Gesetzgebung zunächst einmal auf frauenspezifische Schutzrechte und berufliche Qualifizierungsmaßnahmen, um die Berufstätigkeit von Frauen zu fördern. Im Weiteren sollten Regelungen und familienpolitische Bestimmungen folgen, die angesichts des Geburtenrückganges in der DDR, die Verbindung von Mutterschaft und Berufstätigkeit für Frauen ermöglichen sollten, um den gesellschaftlichen Fortbestand der DDR zu sichern. Die Mischung ökonomischer und bevölkerungspolitischer Ziele fand dabei ihre ideelle Entsprechung im Leitbild der „werktätigen Frau und Mutter“.

### Nachkriegszeit
Auf Grund der Kriegstoten und Gefangennahmen infolge des Zweiten Weltkrieges bestand in der damaligen SBZ im Jahr 1945 ein demografischer Frauenüberschuss von 57,5 %. In der Zeitspanne von 1945 bis 1949 war es daher insbesondere erforderlich, Frauen zum Wiederaufbau und zur Produktion zu bewegen und rechtliche Voraussetzungen für die Gleichberechtigung der Geschlechter im Erwerbssektor zu schaffen. Der Gleichheitsgrundsatz der DDR-Verfassung schuf schließlich die Grundlage für die nahezu uneingeschränkte Einbeziehung der Frauen in den Erwerbssektor und deren berufliche Qualifikation. So heißt es in der DDR-Verfassung vom 7. Oktober 1949:
Artikel 7: „Mann und Frau sind gleichberechtigt. Alle Gesetze und Bestimmungen, die der Gleichberechtigung der Frau entgegenstehen sind aufgehoben.“
Artikel 18 „… Mann und Frau … haben bei gleicher Arbeit das Recht auf gleichen Lohn. Die Frau genießt besonderen Schutz im Arbeitsverhältnis. Durch Gesetz der Republik werden Einrichtungen geschaffen, die es gewährleisten, daß die Frau ihre Aufgabe als Bürgerin und Schaffende mit ihren Pflichten als Frau und Mutter vereinbaren kann ….“
Durch den Mangel an männlichen Arbeitskräften fehlten in der Nachkriegszeit insbesondere Facharbeiter und Arbeitskräfte für schwere körperliche Arbeiten. Zudem waren „weiblich“ dominierte Arbeitsplätze etwa in der Verwaltung oder der Textilindustrie nach 1945 stark dezimiert worden, so dass Frauen zunehmend in typisch „männlichen“ Berufszweigen eingesetzt wurden. Hierzu war es notwendig, den traditionellen Vorstellungen und Vorurteilen bezüglich der Berufstätigkeit von Frauen entgegenzuwirken und Frauen entsprechend zu qualifizieren.

### 1950er-Jahre

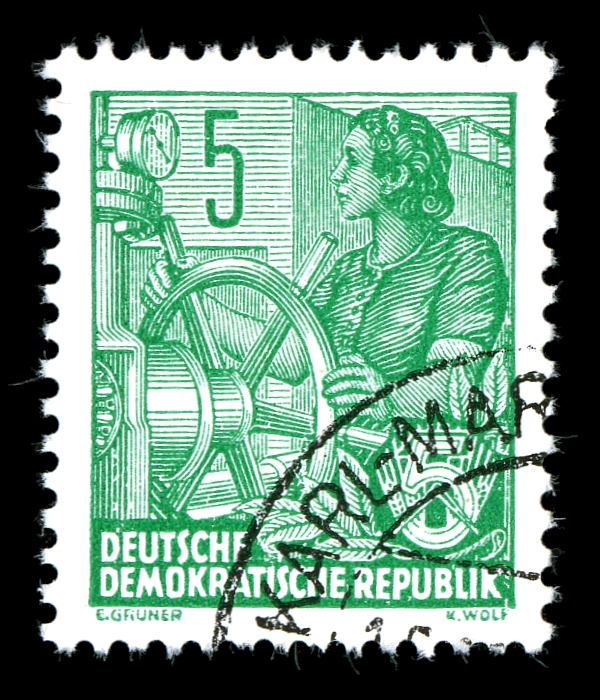
Briefmarke DDR 1953, Fünfjahrplan, Frau am Schaltrad

Von 1949 bis 1957 stieg der Frauenanteil im Erwerbsleben wiederum an, wenngleich der Frauenanteil an der Bevölkerung im arbeitsfähigen Alter auf Grund der ersten großen Fluchtwelle seit der Gründung der DDR und der Rückkehr von Männern aus der Kriegsgefangenschaft gesunken war. In dieser Phase des Beginns der Planwirtschaft (erster Fünfjahresplan 1951–1955) ging es in erster Linie um den Wiederaufbau der Industrie und somit um den gelenkten Einsatz von Frauen in wirtschaftlich relevante Zweige wie Bauwesen, Elektroindustrie, Feinmechanik und Maschinenbau.

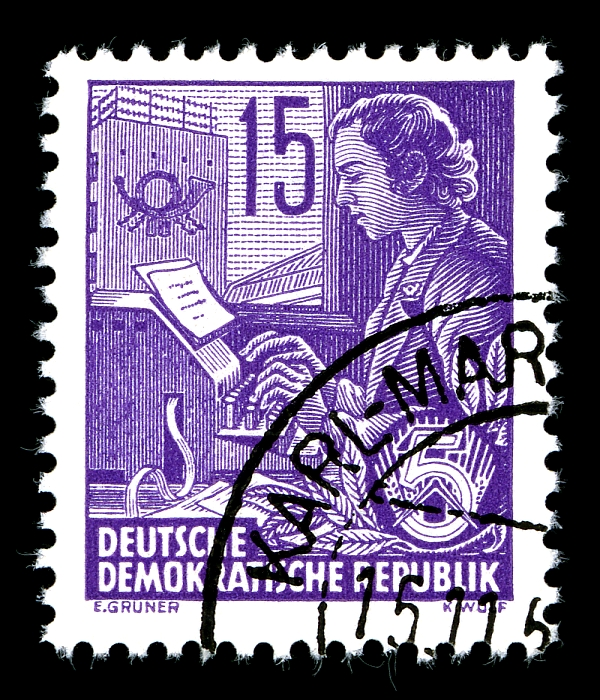
Frau am Fernschreiber
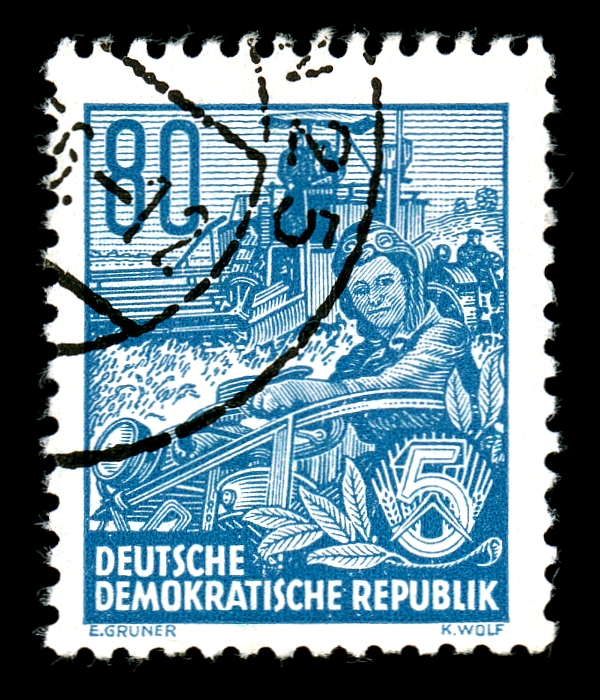
Mähdrescher

Neben der Verbesserung der Arbeitsbedingungen wurde auch auf „moralischer“ Ebene an das Verantwortungsbewusstsein der Frauen appelliert. Die Berufstätigkeit wurde dabei als inneres Bedürfnis aller Menschen und als immanenter Bestandteil der Persönlichkeitsentfaltung dargestellt. Zudem wurde in dieser Zeit insbesondere am ideologischen Unterbau für die Berufstätigkeit der Frauen gearbeitet, und die Erwerbsbeteiligung zum alleinigen Maßstab der Gleichberechtigung der Geschlechter erklärt. Praktisch gesehen erschwerten den Frauen insbesondere die fehlenden bzw. mangelhaften Kinderbetreuungseinrichtungen, die Verbindung von Familie und Berufstätigkeit. Die wichtigste Neuerung im Bereich der Gesetzgebung zur Frauen- und Familienpolitik in dieser Zeit war 1950 die Verabschiedung des Gesetzes über den Mutter- und Kinderschutz und die Rechte der Frau.

### 1960er-Jahre
Die bis zum Mauerbau 1961 anhaltende Fluchtbewegung in Richtung Westdeutschland, insbesondere junger und qualifizierter Menschen, führte zu einer Überalterung der Bevölkerung und einem Arbeitskräftemangel in der DDR. In der Zeit von 1949 bis 1961 verließen 2,7 Millionen Menschen die DDR, dies entsprach 14 % der ursprünglichen Bevölkerungszahl. Auf Grund dieser Entwicklungen wurde die Erwerbstätigkeit der Frauen für den Fortbestand der DDR unverzichtbar. Waren es in der Zeit vor 1958 insbesondere alleinstehende Frauen, die aus ökonomischen Zwängen heraus berufstätig sein mussten, richtete sich das Hauptaugenmerk der Regierung nun auf verheiratete Frauen und Mütter, die durch ihre Ehepartner bis dato materiell abgesichert waren. Das Gesetz über die Abschaffung der Lebensmittelkarten vom 28. Mai 1958 führte zu einem starken Anstieg der Lebensmittelpreise. Zudem wurde eine nicht berufstätige Ehefrau im Lohnsteuersystem der DDR nicht berücksichtigt, so dass jetzt auch verheiratete Frauen finanziell darauf angewiesen waren, zu arbeiten.
Aufgrund der zunehmenden Technisierung und Automatisierung wurde die Qualifizierung der weiblichen Arbeitskräfte immer wichtiger. In diesem Zusammenhang rückte ab Ende der 1950er-Jahre auch die enge Verbindung zwischen Frauenerwerbstätigkeit und Familie in den Fokus der Frauenpolitik. So wurde seit Beginn der 1960er-Jahre die Überlegenheit der kollektiven Krippenerziehung gegenüber der familialen Erziehung von Regierungsseite in den staatlich kontrollierten Medien betont, um die Bedenken berufstätiger Mütter gegenüber institutionalisierten Erziehungseinrichtungen auszuräumen. Die Bemühungen um verbesserte Dienstleistungs- und Kinderbetreuungseinrichtungen blieben zu dieser Zeit jedoch noch auf einem relativ bescheidenen Niveau, so dass eine große Anzahl der erwerbstätigen Mütter nur einer Teilzeitbeschäftigung nachging bzw. nachgehen konnte. Um Frauen zu Qualifizierungsmaßnahmen zu motivieren, wurde das Gleichberechtigungskonzept der Geschlechter ideologisch modifiziert. Wurde in den Jahren zuvor die Berufstätigkeit der Frauen als allein ausreichendes Mittel zur geschlechtlichen Gleichberechtigung propagiert, so bestimmte jetzt die von den Frauen erworbene Qualifikation und ihre berufliche Stellung den Grad ihrer Gleichberechtigung.
Handelte es sich in den beiden vorangegangenen Jahrzehnten auf Grund der wirtschaftlichen Lage in erster Linie um eine Frauenarbeitspolitik, so begann 1965 mit der Verabschiedung des ersten Familiengesetzbuches der DDR eine eigenständige Familienpolitik.
Ehe und Familie wurden in diesem Zusammenhang als Einheit betrachtet zu einer elementaren und alternativlosen Form der „sozialistischen Lebensweise“ erklärt. Bezogen auf die Beziehungen zwischen den Ehepartnern wurde formuliert, dass die Aufnahme einer Berufstätigkeit, die Teilnahme an einer Weiterbildung oder die Übernahme von gesellschaftlicher Arbeit durch den Ehepartner zu unterstützen sei (§ 10 (2)). Auf formal-juristischer Ebene wurde damit in der DDR Abschied von der Hausfrauen-Ehe genommen.
Die Funktion der Familie als Sozialisationsinstanz rückte dabei wieder stärker in den Vordergrund. Zur Umsetzung des neu formulierten Familienleitbilds wurde erstmals Kindergeld für kinderreiche Familien ausbezahlt. Neben dem Ausbau von Kinderbetreuungseinrichtungen wurden zur Entlastung von Haushalten auch zusätzliche Wäschereien eingerichtet und vermehrt technische Haushaltsgeräte produziert. Mit dem 1965 verabschiedeten Gesetz über das einheitliche Bildungssystem und weiteren Qualifizierungsmaßnahmen zur Aus- und Weiterbildung, sollten Frauen Voraussetzungen für insbesondere technische Berufe und mittlere und leitende Tätigkeiten erwerben können, wobei berufstätigen Müttern Sonderrechte eingeräumt wurden.

### 1970er-Jahre
In den 1970er Jahren richtete sich, auf Grund des Geburtenrückgangs, der Verringerungen der Anzahl an Eheschließungen und dem Anwachsen der Scheidungszahlen in der DDR, das Hauptaugenmerk der Staats- und Parteiführung auf das bereits im Familiengesetzbuch von 1965 festgeschriebene Ideal der Kleinfamilie mit zwei bis drei Kindern. Um Anreize für (möglichst frühe) Eheschließungen und Geburten zu schaffen, beschloss die SED-Regierung 1972 die Einführung des zinslosen „Ehekredits“ in Höhe von 5000 Mark, der gewährt wurde, wenn die Paare bei der Eheschließung jünger als 26 Jahre alt waren und zum ersten Mal heirateten. Dieser Kredit konnte durch die Geburt von Kindern „abgekindert“ werden, das heißt, die zurückzuzahlende Summe reduzierte sich pro Kind in Stufen um 1000 / 1500 / 2500 Mark und war so mit der Geburt des dritten Kindes vollständig erlassen. Zusätzlich wurden weitere Maßnahmen ergriffen, um die Vereinbarkeit von Familie und Beruf für Frauen zu erleichtern.
Seit 1972 wurde bei der Geburt jedes Kindes eine Beihilfe von 1000 Mark gezahlt, der Schwangerschafts- und Wochenurlaub wurde auf 18 Wochen ausgedehnt und alleinstehenden Müttern und kinderreichen Familien wurden Sonderrechte eingeräumt, insbesondere die finanzielle Unterstützung bei der Betreuung kranker Kinder und die Bevorzugung bei der Vergabe von Wohnraum und Krippenplätzen. 1972 erfolgte durch das Gesetz über die Unterbrechung der Schwangerschaft jedoch auch die Legalisierung des Schwangerschaftsabbruchs – ungeachtet des staatlichen Ziels der Geburtensteigerung. Hinzu kam die kostenlose Abgabe von Verhütungsmitteln an sozialversicherte Mädchen und Frauen ab 16 Jahren. Bereits seit dem Jahr 1965 war die Antibabypille in der DDR verfügbar.
1976 wurde auf dem IX. Parteitag der SED, wegen des weiterhin bestehenden Konflikts zwischen Geburtenförderung einerseits und der wirtschaftlich notwendigen Vollerwerbstätigkeit der Frauen und Mütter andererseits, ein zweites Sozialpaket verabschiedet, das in den 1980er Jahren ergänzt wurde. Selbst wenn aus bevölkerungspolitischen Interessen heraus nun auch alleinerziehende Mütter zusehends gefördert wurden, blieb doch das DDR-Ideal der Zwei-bis-Drei-Kind-Familie mit voll berufstätigen Ehepartnern im Vordergrund und so wurde, als Reaktion auf das gestiegene Heiratsalter und die wachsende Anzahl von Zweitehen, der „Ehekredit“ auf 7000 Mark erhöht und der Kreis der Anspruchsberechtigten erweitert. Bei den weiteren Sozialmaßnahmen handelte es sich im Wesentlichen um zeitliche Regelungen mit finanziellem Ausgleich. So wurde Frauen mittels der „Vereinbarkeitsregelung“ der Erziehungsurlaub, zunächst ab der Geburt des zweiten Kindes, bei voller Lohnfortzahlung für ein Jahr gewährt. Das Kindergeld wurde erhöht, der Mutterschutz erweitert und die bezahlte Freistellung zur Pflege kranker Kinder eingeführt.

### 1980er-Jahre
Ab 1986 konnte das bezahlte „Babyjahr“ bereits beim ersten Kind in Anspruch genommen werden und zudem bei der Geburt des dritten Kindes noch einmal um ein halbes Jahr verlängert werden. Auch konnten nun Väter das bezahlte „Babyjahr“ in Anspruch nehmen. Des Weiteren wurde die 40-Stunden-Woche für vollbeschäftigte Frauen mit zwei Kindern ohne Lohnminderung, der bezahlte monatliche „Hausarbeitstag“ für vollbeschäftigte unverheiratete Frauen ohne Kinder ab dem 40. Lebensjahr und die Erhöhung des Grundurlaubes gemessen an der Kinderzahl eingeführt. All diese Maßnahmen sollten dazu dienen, berufstätigen Müttern die Vereinbarkeit von Beruf und Familie zu erleichtern, um somit der steigenden Tendenz zur Teilzeitarbeit bei Frauen entgegenzuwirken und diese stattdessen zur Vollbeschäftigung zu motivieren. Hinzu kam eine verstärkte staatliche Propaganda, welche Vollzeitarbeit als moralische Pflicht darstellte, deren identitätsstiftendes Moment betonte und zudem gleich lange Arbeitszeiten zum wesentlichen Kriterium der geschlechtlichen Gleichstellung erklärte.
All diese gesetzlichen Veränderungen führten zu einer gesellschaftlichen und sozialpolitischen Privilegierung berufstätiger Mütter. Deren nun auch offiziell anerkannte Doppelzuständigkeit kam in der häufig strapazierten Sprachformel von der „werktätigen Frau und Mutter“ zum Ausdruck. Da sich die politischen Förderungsmaßnahmen ausschließlich an berufstätige Frauen mit Kindern richteten, setzte sich umgangssprachlich der Begriff „Muttipolitik“ durch.
Die Einführung des bezahlten „Babyjahres“ entschärfte zwar zum einen den Zeitkonflikt der Frauen und sie genossen nun als Mütter, die den gesellschaftlichen Fortbestand sicherten, ein vergleichsweise höheres Ansehen. Zum anderen wurden Frauen jedoch auf Grund der vorhersehbaren einjährigen Arbeitspause und der finanziellen Mehrkosten (die Betriebe mussten einen Teil der „Vereinbarkeitsregelung“ selbst zahlen) zum „wirtschaftlichen Risikofaktor“ für die Betriebe und daher nicht selten mit weniger anspruchsvollen Aufgaben betraut, als ihre männlichen Kollegen mit vergleichbarer Kompetenz.

## Nach 1990
Im Kabinett Kohl III (März 1987 bis Januar 1991) gab es ein Ministerium für 'Jugend, Familie, Frauen und Gesundheit'. 
Im Kabinett Kohl IV (bis November 1994), dem ersten gesamtdeutschen Kabinett, gab es deutlich mehr Ministerien: eines für Gesundheit, eines für 'Frauen und Jugend' (Ministerin: Angela Merkel) und eines für 'Familie und Senioren'. Ab 1994 waren die beiden letztgenannten wieder ein Ministerium (Ministerin: Claudia Nolte (* 1966 in Rostock)).
Nach der Bundestagswahl am 27. September 1998 bildete Gerhard Schröder eine rot-grüne Koalition; die erste Bundesregierung mit Beteiligung der Grünen. Das Bundesministerium für Familie, Senioren, Frauen und Jugend erhielt Christine Bergmann (* 1939 in Dresden). Im Kabinett Schröder II erhielt Renate Schmidt dieses Ministerium.
Es gab also zwölf Jahre lang – 1991 bis 2002 – Ministerinnen für Frauen(politik), die bis zur Wiedervereinigung in der DDR gelebt hatten.